# 北京兵変
北京兵変（ペキンへいへん）または壬子兵変（じんしへいへん）とは、辛亥革命で袁世凱が首都を北京とするために起こした兵乱である。京保津兵変（けいほしんへいへん）とも称する。

## 概要
1912年2月29日の清朝宣統帝の退位が発表されたと同時に北京で発生し、北洋軍閥の曹錕が率いる陸軍第3鎮（師）の部隊が起こした兵乱で、一般には袁世凱が計画し部隊を配置し実行したものと認められている。この事件の結果、南京の革命派は袁世凱の第2代臨時大総統就任と、袁世凱の勢力基盤の北京を首都とすることを受け入れることとなった。

## 経過と結果

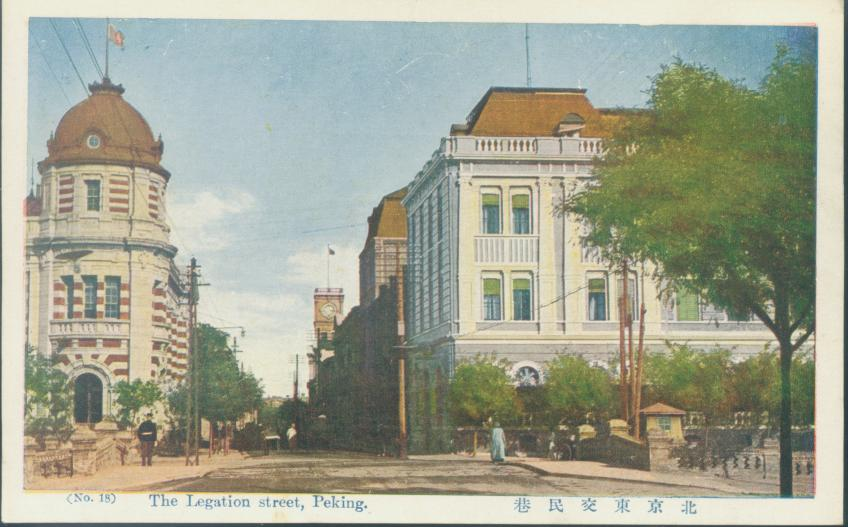
東交民巷の六国飯店（右）。左のドーム付きの建物は横浜正金銀行北京支店

1912年2月15日、孫文が臨時大総統職を辞し、南京の臨時参議院は袁世凱を第2代臨時大総統に選出した。17日、臨時参議会で蔡元培を特使に宋教仁と汪兆銘を専員として北京に派遣し、袁世凱を南京に迎えて就任するよう促した。29日の夕方6時、北京で兵乱が発生した。京奉と京漢の鉄道局、大清、交通、直隷の3銀行と造幣廠が略奪に遭い、4千軒以上の商店が略奪にあった、特使の滞在場所も略奪にあった。蔡元培らは東交民巷の六国飯店に避難した。
各国の駐華公使は辛丑条約に基づき、次々と公使館の安全確保のため軍隊を集め北京に入れた。兵変は保定および天津地区にまで広がった。
これにより、北京市街の商業人は袁世凱に南京に行かないよう請願し、副総統黎元洪は全国に電報を発し「南京を離れても国は乱れないが、北京を離れれば必ず滅ぶ。」と表明した。南方の各省はこれに次々と同調した。
この情勢に、蔡元培は欺かれ、3月2日に南京政府に電報を発し、参議院が臨時政府の首都を北京に確定し、袁世凱の南京入りを必要としないと速やかに同意することを要求した。孫文は譲歩するしかない状況となり、3月6日、南京臨時参議院は袁世凱が北京で臨時大総統就任することを認めた。3月10日袁世凱は北京石大人胡同の清朝外務部庁舎で臨時大総統に就任した。